# Takaramono
Singles par Natsumi Abe
Koi no Hana
(2005) Sweet Holic
(2006)
 Takaramono  (たからもの) est un single attribué à Sen (千), interprété en fait anonymement par la chanteuse Natsumi Abe. Il sort le 30 novembre 2005 au Japon sous le label hachama. Il atteint la 23e place du classement de l'Oricon, et reste classé pendant six semaines, se vendant à 11 851 exemplaires durant cette période.
La chanson-titre sert de thème musical à un drama homonyme diffusé sur internet, mettant en vedette la chanteuse dans le rôle de Sen adulte (sa collègue du Hello! Project Megumi Murakami du groupe °C-ute y interprète le personnage à l'âge de 13 ans). La chanson figurera trois ans plus tard sur la compilation des singles de la chanteuse, Abe Natsumi ~Best Selection~ de 2008 ; aucun clip vidéo n'ayant été tourné, une interprétation filmée en concert figurera à la place sur le DVD inclus.

## Liste des titres
1. Takaramono  (たからもの?)
2. Aozora  (青空?)
3. Takaramono (another side) (たからもの...?)
4. Takaramono (Instrumental) (たからもの...?)